# Bai Qi
Bái Qǐ (xinès tradicional: 白起, xinès simplificat: 白起) (Mei, ara Comtat Mei, Província de Shaanxi ? - 257 aC) va ser un destacat cap militar de l'Estat de Qin durant el període dels Regnes Combatents de la història xinesa. Com a comandant de l'exèrcit de Qin durant més de trenta anys, Bai Qi va ser responsable de la mort d'un total de més de 890.000 soldats enemics, cosa que li va valer el malnom de Ren Tu (人屠 literalment: el carnisser d'humans). Va ocupar militarment més de 73 ciutats dels altres sis dels Regnes Combatents durant el període dels Regnes Combatents, i fins ara no s'han trobat registres per demostrar que hagués patit una sola derrota al llarg de la seva carrera militar.

## Carrera
Va ser ascendit de Zuo Shu Zhang a Da Liang Zao pel Rei Zhaoxiang de Qin. Ell va haver de comandar guerres contra els estats de Han, Wei, Zhao i Chu, ocupant grans àrees de territori. En el 278 aC, ell dirigí l'exèrcit de Qin per capturar Ying, capital de l'Estat de Chu. Com a recompensa, ell va rebre el títol de Senyor Wu An (武安君 literalment: pau marcial), ja que havia portat la pau a Qin conquerint als seus enemics.
Durant la batalla de Changping en el 260 aC, ell va succeir a Wang He com el comandant de l'exèrcit de Qin, i aviat va derrotar l'exèrcit de Zhao que era comandat per Zhao Kuo. L'exèrcit de Zhao es va dividir en dues parts i la seva línia de subministraments i la seva ruta de retirada van ser tallades per Bai Qi. Més de 400.000 soldats zhao, incloent gent de Shangdang, que s'havien rendit després que Zhao Kuo havia ser matat pels arquers de Qin, va ser passats per les armes per ordres de Bai Qi.
Bai Qi volia acabar amb Zhao d'una vegada per totes, puix les tropes de Zhao estaven psicològicament afectades per la Batalla de Changping. Però el primer ministre de Qin, Fan Sui, que estava persuadit per un agent de Zhao, va témer el creixent poder de Bai Qi, i va recomanar al rei d'aturar l'atac sota el pretext que les tropes de Qin havien d'estar descansades i que s'havia d'acceptar una negociació de cessió de territori. Bai Qi per tant va detenir l'atac, i en el seu viatge de retorn a l'Estat de Qin ell en va emmalaltir.
En el 257 aC, Qin van començar a assetjar Handan, capital de Zhao. Perquè Bai Qi hi era malalt el rei de Qin va haver d'emprar un altre general prominent, Wang Ling (王陵) que posteriorment va perdre la batalla.
Després de quatre mesos, quan Bai Qi semblava haver-se recuperat, el rei li va demanar a Bai Qi de tornar al seu càrrec com a comandant. Però Bai Qi sostenia una opinió diferent, ell va argumentar que Qin ja no tenia prou recursos en aquesta guerra a llarg termini, i els altres estats aviat atacarien a Qin, ja que Qin havia estat contrària a la negociació. No obstant això, el rei va insistir a continuar l'atac. Bai Qi va refusar l'ordre del rei amb l'excusa d'estar malalt. El rei, per tant, va haver d'emprar a Wang He (王齕), un altre general prominent de Qin, en comptes de Bai Qi, com el comandant.
Aquesta decisió no va ajudar en absolut a l'exèrcit Qin en la batalla. Chu i Wei aviat van enviar tropes per assistir a Zhao. Després de més de cinc mesos continus de derrotes a Handan, Qin va patir grans baixes. El rei li va demanar de nou a Bai Qi de ser el comandant. Bai Qi una vegada més va usar l'excusa de la malaltia i va refusar la petició. A l'haver-se negat diverses voltes, el Rei es va emprenyar i va despullar a Bai de tots els seus títols; forçant-lo a marxar de Xianyang, la capital de Qin. A més, Fan Sui, persuadí al rei de Qin al respecte que Bai s'uniria a un altre estat com a general, convertint-se en una amenaça per a l'Estat de Qin. Convençut per la informació Fan Sui, el Rei de Qin llavors va forçar a Bai Qi a suïcidar-se a Duyou (杜邮).

## Batalles comandades
- 293 aC Batalla de Yique. Va matar 240.000 tropes dels estats de Wei i Han.
- 272 aC. Va assetjar una fortalesa de Wei i va matar 130.000 soldats de Wei. Llavors va matar més de 20.000 soldats de Zhao i els va llançar al riu.
- 263 aC. Va assetjar 5 fortaleses de Han i va matar 50.000 soldats de Han.
- 260 aC Batalla de Changping. Va derrotar l'Estat de Zhao en batalla i va matar tots els soldats de Zhao que s'havien rendit, a excepció de 240 homes per tal d'informar a Zhao. Les baixes totals de l'estat de Zhao foren de 450.000 homes.

## En la cultura popular
Bai Qi està interpretat en la història de la Xina com un símbol de la brutalitat en comptes de considerar-lo pel seu talent militar. El tradicional plat Tofu de Gaoping, avui Changping, dit carn de Bai Qi és ben conegut. Algunes històries s'han escrit sobre Bai Qi patint per les seves brutals accions.
Bai Qi és una de les 32 figures històriques que apareixen com a personatges especials en el videojoc Romance of the Three Kingdoms XI de Koei. Ell té les més altes estadístiques de lideratge militar de tots els personatges.